# Иглс-Нест (тауншип, Миннесота)
Иглс-Нест (англ. Eagles Nest) — тауншип в округе Сент-Луис, Миннесота, США. На 2000 год его население составило 169 человек.

## География
По данным Бюро переписи населения США площадь тауншипа составляет 77,5 км², из которых 65,2 км² занимает суша, а 12,3 км² — вода (15,85 %).

## Демография
По данным переписи населения 2000 года здесь находились 169 человек, 88 домохозяйств и 57 семей. Плотность населения —  2,6 чел./км². На территории тауншипа расположено 350 построек со средней плотностью 5,4 построек на один квадратный километр. Расовый состав населения: 100,00 % белых.
Из 88 домохозяйств в 9,1 % воспитывались дети до 18 лет, в 62,5 % проживали супружеские пары, в 1,1 % проживали незамужние женщины и в 35,2 % домохозяйств проживали несемейные люди. 30,7 % домохозяйств состояли из одного человека, при том 17,0 % из — одиноких пожилых людей старше 65 лет. Средний размер домохозяйства — 1,92, а семьи — 2,33 человека.
8,9 % населения — младше 18 лет, 2,4 % — в возрасте от 18 до 24 лет, 9,5 % — от 25 до 44, 51,5 % — от 45 до 64, и 27,8 % — старше 65 лет. Средний возраст — 57 лет. На каждые 100 женщин приходилось 87,8 мужчин. На каждые 100 женщин старше 18 приходилось 87,8 мужчин.
Средний годовой доход домохозяйства составлял 36 250 долларов, а средний годовой доход семьи —  39 167 долларов. Средний доход мужчин —  31 750  долларов, в то время как у женщин — 26 250. Доход на душу населения составил 19 568 долларов. За чертой бедности находились 8,1 % семей и 8,6 % всего населения тауншипа, из которых 8,0 % младше 18 и 4,2 % старше 65 лет.